# Kentkaues II.
Kentkaues II. je bila kraljica drevnoga Egipta kao jedina supruga faraona Neferirkare Kakaija. Živjela je tijekom 5. dinastije. Bila je majka dvojice faraona - Neferefre i Njuserre Inija. Njezin ju je muž jako volio te joj je dao sagraditi piramidu.

## Naslovi
Naslovi kraljice Kentkaues opisuju ju kao ženu s velikim počastima:
- "Velika od hetes-žezla"
- "Ona koja gleda Horusa i Seta"
- "Kraljeva žena, njegova voljena"
- "Božja kćer"
- "Majka dva dvojna kralja"

Kentkaues je bila i svećenica. Njezin naslov "Božja kćer" možda znači da je bila kćer faraona Sahure. Tada je jasno da je Neferirkara postao kralj oženivši Kentkaues. Spomenuta je na papirusima iz Abusira kao "kraljeva majka".

## Grobnica
Kentkaues je pokopana u piramidi u Abusiru. Kraj njezine je piramide pokopan njezin muž. Gradnja piramide započela je za vrijeme vladavine njezina muža, a završena je tijekom vladavine njezina mlađeg sina. Piramida je opljačkana. Kraljičin je lijes poslužio za pokop mladog djeteta tijekom Srednjeg kraljevstva. 